# Деймс-Квортер (Меріленд)
Деймс-Квортер (англ. Dames Quarter) — переписна місцевість (CDP) в США, в окрузі Сомерсет штату Меріленд. Населення — 142 особи (2020).

## Географія
Деймс-Квортер розташований за координатами 38°10′23″ пн. ш. 75°53′24″ зх. д. / 38.17306° пн. ш. 75.89000° зх. д. (38.172920, -75.890024).  За даними Бюро перепису населення США в 2010 році переписна місцевість мала площу 47,24 км², з яких 30,76 км² — суходіл та 16,48 км² — водойми.

## Демографія
Згідно з переписом 2010 року, у переписній місцевості мешкало 167 осіб у 76 домогосподарствах у складі 47 родин. Густота населення становила 4 особи/км².  Було 124 помешкання (3/км²).
Расовий склад населення:
| - 82,6 % — білих - 9,6 % — чорних або афроамериканців - 3,6 % — азіатів |

До двох чи більше рас належало 4,2 %. Частка іспаномовних становила 0,6 % від усіх жителів.
За віковим діапазоном населення розподілялося таким чином: 16,8 % — особи молодші 18 років, 61,0 % — особи у віці 18—64 років, 22,2 % — особи у віці 65 років та старші. Медіана віку мешканця становила 51,3 року. На 100 осіб жіночої статі у переписній місцевості припадало 119,7 чоловіків;  на 100 жінок у віці від 18 років та старших — 117,2 чоловіків також старших 18 років.
За межею бідності перебувало 38,2 % осіб, у тому числі 40,0 % дітей у віці до 18 років та 40,9 % осіб у віці 65 років та старших.
Цивільне працевлаштоване населення становило 31 осіб. Основні галузі зайнятості: публічна адміністрація — 32,3 %, сільське господарство, лісництво, риболовля — 25,8 %, оптова торгівля — 16,1 %, фінанси, страхування та нерухомість — 16,1 %.